# Festividad san Cleofás, Vera (Almería)

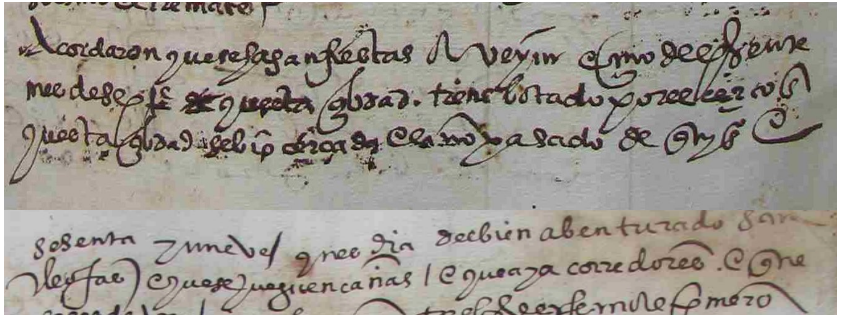
Libro de Actas Capitulares de Vera del año 1570 sobre las Fiestas de san Cleofás (Libro 1570, fol. 40). Transcripción del texto: Acordaron que se hagan fiestas a veinticinco del presente mes de septiembre que esta ciudad tiene botado por ser cierto que esta cibdad se vió cercada el año pasado de quinientos e sesenta y nueve, ques día del bienaventurado san Cleofás e que se jueguen cañas e que haya corredores e que se...

## Historia
A los mudéjares, tras la toma de la Vera vieja, se les concede que vivan en Antas (por su necesaria distancia al peligroso mar), la que fundan y en la que comienzan a planificar un enclave con un sofisticado sistema de riego, aprovechando cada litro de agua para sacar el máximo rendimiento a la tierra y poder pagar así los impuestos que los cristianos viejos les exigían. También se les respeta el uso de su lengua, la algarabía, la práctica de su religión y sus costumbres. Aunque las condiciones de vida de los musulmanes de la tierra de Vera eran mejores que las del resto del reino de Granada, progresivamente se fueron poniendo en duda esos derechos, lo que dio lugar a que, en la navidad del año 1568 se iniciara en las Alpujarras la llamada Guerra de los Moriscos, a cuyo frente se puso Fernando de Válor, reconvertido al Islam como Abén Humeya y contra el que lucha don Luis de Requesens. El 24 de septiembre de 1569 atraviesa la Ballabona con gentes de los valles de los Filabres y del Almanzora y cerca Vera, en cuyo interior se resguardan los vecinos y su alcalde, Méndez Pardo. El 25 de septiembre (día de san Cleofás) los dos ejércitos comienzan a guerrear con la técnica del escaramuceo y dos jinetes consiguen burlar el cerco y dirigirse a Lorca para solicitar su ayuda: Martín Gómez Garrido y Francisco Soler Campoy. Ante la inminente llegada de los lorquinos los moriscos huyen hacia Cuevas del Almanzora, levantándose así el asedio a la ciudad, y celebrándose unas fiestas, quedando así fijado el patrón de Vera. Don Juan de Austria sofocará completamente la revuelta en septiembre de 1571.

## Actividades realizadas
A lo largo de la celebración de las fiestas se realizan una serie de actividades variadas, que en el tiempo han ido sucediéndose. Principalmente se realizan actividades deportivas, juegos infantiles, conciertos y espectáculos de humor. Respecto a tradiciones, se celebran corridas de toros, carreras de cintas, pasacalles con gigantes y cabezudos, charangas y paseos de carrozas. El recinto ferial del Palmeral acoge la feria donde se ponen atracciones y puestos de comida. En diferentes locales del municipio se celebra la feria del mediodia, con tapeo y música. En cuanto a actos religiosos, se realiza una misa en honor a san Cleofás y su posterior procesión a lo largo del municipio.